# Sociedade de Tecnologia da Informação do Sri Lanka
A Sociedade de Tecnologia da Informação do Sri Lanka ( ITSSL) é uma organização de Tecnologia da Informação com sede em Colombo, Sri Lanka.  Pessoas-chave na organização são Rajeev Yasiru Kuruwitage, Achin Buddhika e Isuru Chamara. O ITSSL foi estabelecido em 2019 no Sri Lanka com o objetivo de educar as pessoas sobre Tecnologia da Informação e Comunicação (TIC) e tomar iniciativas em questões relativas aos recentes desenvolvimentos políticos no Sri Lanka, com interesses ligados à área de TI.

## Organização
Rajeev Yasiru Kuruwitage é o presidente e Isuru Chamara é o vice-presidente do ITSSL, respectivamente. Sua sede está localizada em Nugegoda.  O ITSSL teve um papel importante nas discussões e comentários sobre a legislação proposta sobre a Lei de Segurança Cibernética e a Lei de Proteção de Dados. A lei do Sri Lanka em relação à segurança cibernética e a proposta de lei sobre proteção de dados foram alguns dos pontos focais do ITSSL e o ITSSL foi uma das principais figuras envolvidas no diálogo.